# Arie Slob
Arie Slob (ur. 16 listopada 1961 w Nieuwerkerk aan den IJssel) – holenderski polityk i nauczyciel, parlamentarzysta, lider Unii Chrześcijańskiej (CU), od 2017 do 2022 minister bez teki.

## Życiorys
Kształcił się w studium nauczycielskim, następnie studiował historię na Uniwersytecie w Groningen. Od 1985 do 1996 pracował jako nauczyciel przedmiotów humanistycznych, następnie do 2001 przy projektach edukacyjnych w centrum pedagogicznym w Zwolle. Od 1993 do 2001 był także radnym tej miejscowości.
Zaangażował się w działalność polityczną w ramach skupiającej ortodoksyjnych protestantów Politycznej Ligi Protestantów. W 2000 wraz z tym ugrupowaniem współtworzył początkowo federacyjną Unię Chrześcijańską. W 2001 po raz pierwszy objął mandat posła do Tweede Kamer. Do niższej izby Stanów Generalnych był wybierany następnie 2002, 2003, 2006, 2010 i 2012. Od 2007 do 2010 zajmował stanowisko przewodniczącego frakcji parlamentarnej CU. Ponownie stanął na jej czele w 2011, zastępując wówczas André Rouvoeta również na funkcji lidera politycznego CU.
Jesienią 2015 zrezygnował z przywództwa w partii i z mandatu poselskiego, wycofując się z aktywności politycznej. W 2016 został dyrektorem Historisch Centrum Overijssel w Zwolle. W październiku 2017 powrócił do bieżącej polityki. Z rekomendacji CU objął stanowisko ministra bez teki do spraw szkolnictwa podstawowego i średniego oraz mediów w trzecim rządzie Marka Rutte. Zakończył urzędowanie w styczniu 2022 wraz z całym gabinetem.